# Atli Steinarsson
Atli Steinarsson (* 30. Juni 1929 in Reykjavík; † 8. November 2017) war ein isländischer Schwimmer.

## Werdegang
Atli Steinarsson nahm bei den Olympischen Sommerspielen 1948 in London im Wettkampf über 200 m Brust teil. Er schied im Vorlauf aus.